# Windows 7
Windows 7 este o versiune a Microsoft Windows, un sistem de operare produs de compania americană Microsoft pentru utilizarea pe calculatoarele personale de tip PC, inclusiv cele utilizate în domeniul afacerilor, pe desktop-uri, laptop-uri, Tablet PC-uri, netbook-uri și PC-uri de tip Media Center Edition (MCE). 
Windows 7 a intrat în faza „liber pentru producție” (Release To Manufacturing, RTM) la 22 iulie 2009. Data de punere pe piață a fost 22 octombrie 2009, la mai puțin de trei ani de la lansarea sistemului anterior Windows Vista. La aceași dată a fost lansat și Windows Server 2008 R2 (pentru servere).
Windows 7 se prescurtează uneori ca Win7 sau chiar numai W7.
În comparație cu predecesorul său Vista, Windows 7 se dorește a fi o actualizare a lui, cu scopul de a fi pe deplin compatibil cu driverele, aplicațiile și echipamentul cu care acesta a fost deja compatibil. Prezentările oferite de companie în 2008 s-au axat pe suport de ecrane multi-touch, un Windows Shell reconceput cu o nouă bară de activități, o grupă de rețele de sistem numit „HomeGroup” , precum și pe îmbunătățiri de performanță. Unele aplicații care au fost împachetate împreună cu versiunile anterioare de Microsoft Windows, mai ales Windows Movie Maker și Windows Photo Gallery, nu mai sunt puse acum în același pachet software (package) cu Windows 7, ci sunt oferite separat (dar gratuit), ca parte din Windows Live Essentials Suite.
În ianuarie 2011 Steve Ballmer, președintele companiei Microsoft, a prezentat la expoziția anuală Consumer Electronics Show (CES 2011) din Las Vegas pe urmașul lui Windows 7. Acesta se numește (în prezent) Windows 7.5-8 și a apărut pe piață în 2012.

## Dezvoltare
Inițial, drept succesor pentru Windows XP și Windows Server 2003 a fost planificată o versiune de Windows numită intern "Blackcomb". Caracteristicile majore ale lui Blackcomb sunt căutarea și interogarea mai eficientă a datelor precum și un sistem avansat de stocare pe discul dur (sistem de fișiere) numit WinFS. Blackcomb a înaintat însă mai încet decât prevăzut; de aceea pentru anul 2003 a fost anunțată suplimentar o versiune intermediară numită „Longhorn”, pusă pe piață mai târziu sub numele Windows Vista. Până la mijlocul anului 2003 Longhorn a atins câteva dintre caracteristicile prevăzute inițial doar pentru Blackcomb. După ce trei viruși majori au profitat de greșelile din sistemele de operare Windows într-o scurtă perioadă de timp, în anul 2003 Microsoft a schimbat prioritățile de dezvoltare, oprind dezvoltarea Longhorn-ului în favoarea dezvoltării de noi pachete service pack pentru Windows XP și Windows Server 2003. Dezvoltarea Longhorn-ului (Vista) a fost repornită abia în septembrie 2004.
La începutul anului 2006 numele de cod „Blackcomb" a fost schimbat în „Vienna”, și în 2007 schimbat din nou în "Windows 7". În 2008 Microsoft a anunțat că Windows 7 va fi, de asemenea, și denumirea oficială a noului sistem de operare. Primul release extern pentru partenerii la testări (nu pentru vânzare) a apărut în ianuarie 2008 și s-a numit Milestone 1 (build 6519).
Într-un interviu cu revista Newsweek Bill Gates a afirmat că următoarea versiune de Windows va îndeplini mai bine dorințele utilizatorilor. Mai târziu el a declarat că Windows 7 se va concentra și pe îmbunătățirea performanței. Astfel, Microsoft a folosit o serie întreagă de instrumente noi pentru măsurarea performanței în mod continuu, pentru a detecta mai repede porțiunile de cod din Windows 7 ineficiente sau insuficient performante.
Vicepreședintele general Bill Veghte a declarat că Windows 7 nu va avea niciun fel de probleme de compatibilitate, în comparație cu Windows Vista, care a suferit de pe urma acestora. Vorbind despre Windows 7 la 16 octombrie 2008, directorul executiv al companiei Microsoft, Steve Ballmer, a confirmat compatibilitatea dintre Vista și Windows 7. Ballmer a confirmat de asemenea relația dintre Vista și Windows 7, care indică faptul că, practic văzut, Windows 7 va fi o versiune îmbunătățită de Vista.

## Versiuni de testare

### Windows 7 Beta
La conferința PDC din 2008 Microsoft și-a prezentat noul Sistem de Operare, Windows 7, cu un taskbar revizuit și complet cu noi caracteristici incluzând „Aero Peek”, „Aero shake” și „Aero snap”. Copiile gratuite ale Windows 7 Pre-Beta (Compilația 6801) au fost date la sfârșitul conferinței, dar le-a lipsit o caracteristică cum ar fi noul taskbar prezentat.
Pe data de 27 decembrie 2008, Windows 7 Beta a putut fi găsit pe rețele peer-to-peer. Conform unui test de performanță al ZDNet, Windows 7 Beta a surclasat atât Windows XP și Vista, în mai multe puncte, printre care încărcarea sistemului de operare și timpul de închidere, lucrul cu fișierele și încărcatul altor documente, incluzând punctele de referință PC Pro pentru activitățile de birou tipice și cele de editare video, care au rămas identice cu Vista și mai lente decât XP. La data de 7 ianuarie 2009, versiunea pe 64 de biți a Windows 7 Beta (compilația 7000) s-a putut găsi pe Internet prin intermediul rețelelor peet-to-peer, câteva dintre acestea fiind infectate cu troieni. La conferința CES, Steve Balmer a anunțat că Windows 7 Beta compilația 7000 va fi disponibilă pentru descărcare abonaților MSDN și TechNet sub forma unei imagini ISO.
Versiunea beta oficială a fost lansată publicului la data de 9 ianuarie 2009. Microsoft dorise inițial ca fișierul de descărcare să fie disponbil pentru aproximativ 2,5 milioane de utilizatori în data de 9 ianuarie, însă serverele au întâmpinat dificultăți cu numărul mare de utilizatori care au dorit să descarce versiunea beta. Microsoft a adăugat servere suplimentare pentru a face față volumului mare de cereri din partea publicului. Având în vedere numărul mare de cereri, Microsoft a decis să elimine limita inițială de 2.5 milioane de descărcări și să-l pună la dispoziția publicului până la data de 24 ianuarie 2009, și mai târziu până la 10 februarie. Persoanele care nu au terrminat descărcarea programului au mai avut la dispoziție încă 2 zile, urmând ca după acea dată să nu mai poată fi descarcate nici versiunile rămase neterminate.
Versiunea Beta se va închide la fiecare 2 ore începând cu data de 1 iulie 2009 urmând sa expire la data de 1 august 2009.

### Windows 7 RC
Versiunea "Release Candidate" (RC) a fost 7100 având build-ul de "'7100.0. Winmain_win7rc.090421-1700"'. A fost disponibil pentru abonații MSDN și TechNet precum și participanții în programul Connect la data de 30 aprilie. În jurul acestei perioade a fost deja disponibilă și pe rețele peer-to-peer. Versiunea RC a fost lansată publicului pe data de 5 mai 2009.
RC-ul este disponibil în 5 limbi, poate fi descarcat până la data de 20 august 2009 iar sistemul de operare va expira la 1 iunie 2010 cu opriri din două în două ore începând cu data de 1 martie 2010.

### Windows 7 RTM
Microsoft a declarat că versiunile RTM ale Windows 7 împreună cu Windows Server 2008 R2 au fost lansate la data de 22 iulie 2009. Windows 7 RTM este compilarea cu numărul 7600.16385 executată la 13 iulie 2009. Acesta compilare a fost stabilită drept RTM dupa ce a trecut toate testele interne ale companiei. La 24 iulie Microsoft a distribuit copii către companiile OEM online, urmați de abonații MSDN, Technet și Microsoft Connect la 6 august 2009.

## Caracteristici

### Caracteristici noi și schimbate

WordPad în Windows 7 cu interfața panglică (denumită și Ribbon)

Varianta nouă a centrului de acțiune din Windows 7

Windows 7 include o serie de caracteristici noi, cum ar fi: primi pași în atingerea cu mâinile, vorbirea, și recunoașterea scrisului de mână, suport pentru hard disk-uri virtuale, performanță îmbunătățită pe procesoarele multi-core, performanța boot-ului îmbunătățită, și îmbunătățiri ale nucleului (kernel).
Windows 7 adaugă suport pentru sisteme care folosesc multiple plăci grafice heterogene de la diferiți furnizori, o nouă versiune a 
Windows Media Center, un Gadget pentru Windows Media Center, caracteristici media îmbunătățite, XPS Essentials Pack și Windows PowerShell deja incluse, și un „Calculator” reconceput cu capabilități multlinii inclusiv Programmer (Programator) și Statistics (Statistici), moduri împreună cu unitatea de conversie.
Multe elemente noi au fost adăugate în Control Panel, incluzând ClearType Text Tuner, Display Color Calibration Wizard, Gadgets, Recovery, Troubleshooting, Workspaces Center, Location and Other Sensors, Credential Manager, Biometric Devices, System Icons, și Display. Windows Security Center a fost renumit Windows Action Center (Windows Health Center și Windows Solution Center în build-urile de mai devreme) care cuprinde atât securitate, cât și întreținerea calculatorului.
Bara de sarcini are cele mai uriașe schimbări vizuale, în cazul în care bara de instrumente Quick Launch a fost înlocuită cu aplicațiile „de prins” în taskbar. Butoanele pentru aplicațiile prinse sunt integrate cu butoanele sarcinilor. Aceste butoane, de asemenea, activează funcția Jump Lists pentru a permite un acces ușor la sarcinile comune. Bara de sarcini reinventată permite și reordonarea butoanelor de pe ea.
În adiacență cu ceasul sistemului există un buton dreptunghiular pentru noua facilitate „Peek”. Mișcarea cursorului asupra acestui buton face ca toate toate ferestrele active să devină transparente pentru o previzualizare rapidă a suprafeței de lucru. Făcând click pe acest buton are ca efect minimizarea ferestrelor active.
Spre deosebire de Windows Vista, frontierele ferestrelor și a barei de aplicații nu își schimbă culoarea când o fereastră este mărită când este aplicat stilul Windows Aero. În schimb aceste ferestre rămân transparente.Pentru programatori, sistemul de operare Windows 7 include o nouă interfață de rețea Application-Programming-Interface care are suport pentru crearea serviciilor web bazate pe protocolului de accesare simplă a obiectelor Simple Object Access Protocol (spre deosebire de serviciile web bazate pe platforma .NET), caracteristici noi care vor reduce timpul pentru instalarea aplicațiilor, reducerea cererilor de control asupra conturilor de utilizator, dezvolare simplificată la fișierele de instalare, suportul global îmbunătățit prin serviciul lingvistic numit Extended Linguistic Services API.
La conferința WinHEC din anul 2008 compania Microsot a anunțat că adâncimea culorilor de 30 de biți și 48 de biți ar putea fi acceptat și în Windows 7 împreună cu gama largă de culori scRGB. Regimurile video suportate de către Windows 7 sunt 16-biți sRGB, 24-biți sRGB, 30-biți sRGB, 30-biți cu gama de culori extensă sRGB, și 48-biți scRGB  Microsoft cercetează un suport mai bun pentru Unitățile de stocare solide pentru a permite sistemului de operare Windows 7 de a identifica în mod unic aceste dispozitive.
Versiunile a jocurilo online Spades, Backgammon și Checkers au fost excluse din Windows Vista, dar restabilite în Windows 7.
Windows 7 va include navigatorul web Internet Explorer 8 și player-ul multimedia Windows Media Player 12.

### Suport pentru Microsoft App-V
Clienții MDOP (en: Microsoft Desktop Optimization Pack) au comunicat companiei Microsoft că doresc să vadă în Windows 7 suport pentru Microsoft Application Virtualization care este o soluție pentru virtualizarea aplicațiilor. Răspunsul companiei Microsoft a fost că ei au înțeles doleanțele utilizatorilor și prin urmare au anunțat disponibilitatea aplicației Microsoft App-V 4.5 CUI cu suport pentru Windows 7 Beta.
Toți abonații a aplicației Microsoft Desktop Optimization Pack (MDOP), pot folosi serviciul Microsoft Connect pentru a se înregistra și de a beneficia aplicația App-V. Această versiune va avea acces la noile tehnologii și va fi gratuit ca parte a actualei lor licențe.

### Windows Advanced Rasterization Platform
Windows Advanced Rasterization Platform, abreviat WARP, va fi o nouă platformă pentru DirectX care va permite accelerarea plăcilor grafice. Tehnologia WARP va permite randarea graficii chiar și în cazul în care placa video integrată în sistem are probleme, în acel moment sarcinile grafice fiind preluate de procesor. Tehnologia va fi în stare să ofere accelerare 3D folosindu-se doar de puterea procesorului. Acesta va suporta procesarea Direct3D 10 și 10.1, parte componentă a API-ului DirectX 10 și 10.1. Printre facilitățile oferite se numără suportul pentru Antialiasing 8x și Anisotropic filtering. Aceste facilități se adresează celor ce nu dispun de o placă grafică separată, dar totuși doresc să ruleze sistemul de operare cu interfață 3D, similară cu Aero din Windows Vista. Cerințele minime pentru ca WARP să funcționeze sunt:
- un procesor de 800 MHz
- o memorie RAM de 1 GO

### Caracteristici excluse
În timp ce Windows 7 conține multe facilități noi, o serie de capabilități și unele programe care au făcut parte din sistemul de operare Windows Vista nu mai sunt prezente sau au fost modificate, fapt prin care au fost eliminate unele funcțiuni. Următoarea listă conține caracteristicile care au fost prezente în Windows Vista dar au fost excluse din Windows 7.
- Mai multe funcții ale shell-ului[34] incluzând:
  - Interfața pentru utilizator, meniul Start clasic
  - Bara de instrumente flotantă (depășită în Windows Vista, acum bara de instrumente poate fi prinsă bara de activități)
  - Miniplayerul Windows Media Player (înlocuit cu noua funcție Listă rapidă)
  - Fixarea navigatorului de Internet implicit și a clienților de poștă electronică la meniul Start în mod implicit (programele pot fi fixate manual)
  - Abilitatea de a dezactiva gruparea (amplasarea una lângă alta), similar butoanelor barei de activități
  - Butoanele barei de activități combinate nu mai arată numeric câte ferestre sunt în lista lor
  - Pictograma activității de rețea care este amplasată pe bara de activitate nu mai prezintă animația de activitate
  - Căutare avansată
  - Capacitatea de a dezactiva setarea întotdeauna în față pentru bara de activitate
  - Meniurile contextuale ale butoanelor de pe bara de activități au fost înlocuite cu liste rapide, cărora însă le lipsesc butoanele Restabilire, Mutare, Dimensiune, Minimizare și Maximizare
- Câteva funcții ale Windows Media Player:
  - Editor complex de etichete 
  - Lipire grafică album
  - Adăugat recent
  - Liste de redare automate
- Galerie foto Windows, Windows Movie Maker, Windows Mail și Calendar Windows (în favoarea descărcării sau folosirii variantei echivalente gratis Windows Live, căreia îi lipsesc câteva caracteristici), deși vizualizatorul de fotografii al galeriei foto Windows a fost păstrat.
- Funcția Explorator software a Windows Defender [35]
- Gestiune de stocare amovibilă (RSM)[36] (applicații ca NTBackup sau NTBackup Restore Tool nu pot rula)
- Spațiu de întâlnire Windows
- Capacitatea de a căuta conținuturile fișierelor folosind Căutarea Windows.
- InkBall, un joc
- Tastatura numerică din tastatura vizuală [37]
- Microsoft Agent 2.0
- Bara laterală Windows (înlocuită cu o galerie de gadgeturi pentru desktop)
- Windows Ultimate Extras în versiunea „Ultimate"

## Atenția reglementării antitrust
Ca și în cazul altor sisteme de operare Microsoft, Windows 7 a fost studiat de către reglementatorii federali ai Statelor Unite, care supravegheau operațiunile companiei după cazul United States v. Microsoft din 2001. Conform rapoartelor, cei 3 membri jurați au început evaluarea prototipurilor de la noul sistem de operare în februarie 2008. Michael Gartenberg, analist la Jupiter Research a spus că „Provocarea companiei Microsoft pentru Windows 7 va fi cum vor putea continua să adauge caracteristici dorite de consumatori, fără acele reglementări afurisite.”.
De menționat că în Europa, Windows 7 putea fi livrat obligatoriu cu navigatoare rivale, posibil Mozilla Firefox sau Google Chrome. Motivul pentru acea suspiciune era în includerea navigatorului web Internet Explorer care este văzut ca un prejudiciu adus competiției. Cu toate acestea, Microsoft a anunțat pe blogul Engineering Windows 7 că utilizatorii vor putea dezactiva mai multe caracteristici decât din Windows Vista, incluzând Internet Explorer.

## Edițiile Windows 7
Windows 7 e disponibil în 6 versiuni numite ediții. Denumirile date edițiilor sunt aceleași ca și în Windows Vista, cu o excepție pentru ediția Business care va deveni Windows 7 Professional.
Pentru magazinele cu amănuntul și pentru cei mai mulți producători OEM sunt prevăzute numai edițiile Home Premium, Professional și Ultimate. Home Basic va fi valabil doar pentru piețele emergente, Enterprise numai prin Volume Licensing, iar Starter numai pentru anumiți producători OEM.
Fiecare ediție va include toată funcționalitatea de la edițiile inferioare ei. Ca rezultat, trecerea în sus de la o ediție la alta ("upgrade") va fi mai simplă și mult mai unitară.
Edițiile pentru țările din UE conțin și browserul Internet Explorer, totuși fiecare cumpărător poate decide independent de Microsoft, care anume browser să folosească.
Atenție, toate edițiile în afară de Starter dispun de câte 2 subvariante: "32 bit" și "64 bit". Pentru subvariantele "64 bit" e nevoie de procesoare speciale capabile de a executa comenzi pe 64 bit, precum și de driver-e speciale pe 64 bit pentru toate perifericele atașate. Subvariantele Windows 7 pe 64 bit sunt capabile să ruleze aproape toate aplicațiile scrise pentru 32 bit, dar dacă se dorește o productivitate (viteză de lucru) maximă atunci sunt necesare și aplicații speciale pe 64 bit.

## Cerințe de sistem
Microsoft a publicat specificațiile recomandate pentru ca sistemul să ruleze Windows 7. 
Deoarece Windows 7 este similar cu Windows Vista, și specificațiile recomandate sunt la fel ca și la edițiile Premium ale Vistei. Cu toate acestea, Windows 7 necesită mai puțin spațiu pe discul dur.

## Funcționalități
| Funcționalități                                                       | Starter        | Home Basic      | Home Premium                   | Professional                   | Enterprise          | Ultimate                       |
| --------------------------------------------------------------------- | -------------- | --------------- | ------------------------------ | ------------------------------ | ------------------- | ------------------------------ |
| Funcționalități                                                       | Licențiere OEM | Piețe emergente | Licențiere cu amănuntul și OEM | Licențiere cu amănuntul și OEM | Licențiere in Volum | Licentiere cu amănuntul si OEM |
| General                                                               |                |                 |                                |                                |                     |                                |
| Versiuni si pe 64 biti                                                | Nu             | Da              | Da                             | Da                             | Da                  | Da                             |
| Suport pentru procesoare 64 biți                                      | Da             | Da              | Da                             | Da                             | Da                  | Da                             |
| Procesoare fizice suportate                                           | 1              | 1               | 2                              | 2                              | 2                   | 2                              |
| Memorie maximă suportată (software pe 64 de biți)                     | N/A            | 8 GB            | 16 GB                          | 192 GB                         | 192 GB              | 192 GB                         |
| Suport pentru aplicații rulate simultan                               | 3              | Nelimitat       | Nelimitat                      | Nelimitat                      | Nelimitat           | Nelimitat                      |
| Pachet de interfață multilingvistică                                  | Nu             | Nu              | Nu                             | Nu                             | Da                  | Da                             |
| Funcționalități ale interfeței grafice                                |                |                 |                                |                                |                     |                                |
| Interfața Windows Aero                                                | Nu             | Parțial         | Da                             | Da                             | Da                  | Da                             |
| Aero Peek                                                             | Nu             | Nu              | Da                             | Da                             | Da                  | Da                             |
| Aero Peek                                                             | Nu             | Nu              | Da                             | Da                             | Da                  | Da                             |
| Aero Snaps                                                            | Da             | Da              | Da                             | Da                             | Da                  | Da                             |
| Aero Shake                                                            | Nu             | Nu              | Da                             | Da                             | Da                  | Da                             |
| Fundalul Aero                                                         | Nu             | Nu              | Da                             | Da                             | Da                  | Da                             |
| Răsfoire ferestre                                                     | Da             | Da              | Da                             | Da                             | Da                  | Da                             |
| Răsfoire ferestre 3D                                                  | Nu             | Nu              | Da                             | Da                             | Da                  | Da                             |
| Previzualizări în bara de activități                                  | Nu             | Da              | Da                             | Da                             | Da                  | Da                             |
| Liste rapide                                                          | Da             | Da              | Da                             | Da                             | Da                  | Da                             |
| Căutare Windows                                                       | Da             | Da              | Da                             | Da                             | Da                  | Da                             |
| Windows Media Center                                                  | Nu             | Nu              | Da                             | Da                             | Da                  | Da                             |
| Funcționalități de securitate                                         |                |                 |                                |                                |                     |                                |
| CCU (Control cont utilizator) mai gradat                              | Da             | Da              | Da                             | Da                             | Da                  | Da                             |
| Centru de acțiune                                                     | Da             | Da              | Da                             | Da                             | Da                  | Da                             |
| Windows Defender                                                      | Da             | Da              | Da                             | Da                             | Da                  | Da                             |
| Paravan de protecție Windows                                          | Da             | Da              | Da                             | Da                             | Da                  | Da                             |
| IE 8 în „modul protejat” și suport pentru DEP                         | Da             | Da              | Da                             | Da                             | Da                  | Da                             |
| Actualizare Windows (poate accesa programul de actualizare Microsoft) | Da             | Da              | Da                             | Da                             | Da                  | Da                             |
| Comutare rapidă utilizatori                                           | Nu             | Da              | Da                             | Da                             | Da                  | Da                             |
| Controale parentale                                                   | Da             | Da              | Da                             | Da                             | Da                  | Da                             |
| Functionalități de performanță                                        |                |                 |                                |                                |                     |                                |
| Windows ReadyDrive                                                    | Da             | Da              | Da                             | Da                             | Da                  | Da                             |
| Windows ReadyBoost                                                    | Da             | Da              | Da                             | Da                             | Da                  | Da                             |
| SuperFech                                                             | Da             | Da              | Da                             | Da                             | Da                  | Da                             |
| Nuclee de procesor suportate                                          | Nelimitat      | Nelimitat       | Nelimitat                      | Nelimitat                      | Nelimitat           | Nelimitat                      |
| Funcționalități pentru fiabilitate                                    |                |                 |                                |                                |                     |                                |
| Copiere de rezervă Windows                                            | Da             | Da              | Da                             | Da                             | Da                  | Da                             |
| Imagine de sistem                                                     | Da             | Da              | Da                             | Da                             | Da                  | Da                             |
| Copiere de rezervă pentru rețea                                       | Nu             | Nu              | Nu                             | Da                             | Da                  | Da                             |
| Sistem de fișiere cu criptare (EFS)                                   | Nu             | Nu              | Nu                             | Da                             | Da                  | Da                             |
| BitLocker                                                             | Nu             | Nu              | Nu                             | Nu                             | Da                  | Da                             |
| BitLocker To Go                                                       | Nu             | Nu              | Nu                             | Nu                             | Da                  | Da                             |
| Defragmentare automată a discului fix                                 | Da             | Da              | Da                             | Da                             | Da                  | Da                             |
| Versiuni anterioare                                                   | Da             | Da              | Da                             | Da                             | Da                  | Da                             |
| Creare și atașare (montare) VHD                                       | Da             | Da              | Da                             | Da                             | Da                  | Da                             |
| Aplicații incluse                                                     |                |                 |                                |                                |                     |                                |
| Internet Explorer 8                                                   | Da             | Da              | Da                             | Da                             | Da                  | Da                             |
| Gadgeturi Windows și Galerie Windows                                  | Da             | Da              | Da                             | Da                             | Da                  | Da                             |
| Explorator jocuri de bază                                             | Da             | Da              | Da                             | Da                             | Da                  | Da                             |
| Jocuri premium                                                        | Nu             | Nu              | Da                             | Da                             | Da                  | Da                             |
| Calculator                                                            | Da             | Da              | Da                             | Da                             | Da                  | Da                             |
| Paint                                                                 | Da             | Da              | Da                             | Da                             | Da                  | Da                             |
| Instrument de decupare                                                | Nu             | Nu              | Da                             | Da                             | Da                  | Da                             |
| Note adezive                                                          | Nu             | Nu              | Da                             | Da                             | Da                  | Da                             |
| Jurnal Windows                                                        | Nu             | Nu              | Da                             | Da                             | Da                  | Da                             |
| Instrument Windows de scanare și fax                                  | Da             | Da              | Da                             | Da                             | Da                  | Da                             |
| Windows PowerShell și ISE                                             | Da             | Da              | Da                             | Da                             | Da                  | Da                             |
| WordPad                                                               | Da             | Da              | Da                             | Da                             | Da                  | Da                             |
| Vizualizator XPS                                                      | Da             | Da              | Da                             | Da                             | Da                  | Da                             |
| Windows Anytime Upgrade                                               | Da             | Da              | Da                             | Da                             | Nu                  | Nu                             |
| Media digitală și dispozitive                                         |                |                 |                                |                                |                     |                                |
| Galerie foto Windows                                                  | Da             | Da              | Da                             | Da                             | Da                  | Da                             |
| Fotografii de bază pentru expunerea de diapozitive                    | Da             | Da              | Da                             | Da                             | Da                  | Da                             |
| Windows Media Player 12 cu opțiunea „Redare la”                       | Da             | Da              | Da                             | Da                             | Da                  | Da                             |
| Redare DVD                                                            | Nu             | Nu              | Da                             | Da                             | Da                  | Da                             |
| Windows Media Center                                                  | Nu             | Nu              | Da                             | Da                             | Da                  | Da                             |
| Creator DVD Windows                                                   | Nu             | Nu              | Da                             | Da                             | Da                  | Da                             |
| Device Stage                                                          | Da             | Da              | Da                             | Da                             | Da                  | Da                             |
| Centru de sincronizare                                                | Da             | Da              | Da                             | Da                             | Da                  | Da                             |
| Funcționalități de rețea                                              |                |                 |                                |                                |                     |                                |
| Centru rețea și partajare                                             | Da             | Da              | Da                             | Da                             | Da                  | Da                             |
| Partajare Grup la domiciliu                                           | Doar alăturare | Doar alăturare  | Da                             | Da                             | Da                  | Da                             |
| Gestionarea energiei îmbunătățită                                     | Da             | Da              | Da                             | Da                             | Da                  | Da                             |
| Conectare la un proiector                                             | Da             | Da              | Da                             | Da                             | Da                  | Da                             |
| Desktop la distanță                                                   | Da             | Da              | Da                             | Da                             | Da                  | Da                             |
| Gazdă desktop la distanță                                             | Nu             | Nu              | Nu                             | Da                             | Da                  | Da                             |
| Server web IIS                                                        | Nu             | Nu              | Da                             | Da                             | Da                  | Da                             |
| Suport RSS                                                            | Da             | Da              | Da                             | Da                             | Da                  | Da                             |
| Partajarea conexiunii la Internet                                     | Nu             | Da              | Da                             | Da                             | Da                  | Da                             |
| Fișiere offline                                                       | Nu             | Nu              | Nu                             | Da                             | Da                  | Da                             |
| Funcționalități pentru mobilitate                                     |                |                 |                                |                                |                     |                                |
| Centru Windows pentru mobilitate                                      | Nu             | Da              | Da                             | Da                             | Da                  | Da                             |
| Windows SideShow (Afișare auxiliară)                                  | Nu             | Nu              | Da                             | Da                             | Da                  | Da                             |
| Centru de sincronizare                                                | Da             | Da              | Da                             | Da                             | Da                  | Da                             |
| Funcționalitate pe tablete PC                                         | Nu             | Nu              | Da                             | Da                             | Da                  | Da                             |
| Suport multitactil                                                    | Nu             | Nu              | Da                             | Da                             | Da                  | Da                             |
| Funcționalități pentru întreprindere                                  |                |                 |                                |                                |                     |                                |
| Asociere la domeniu (Windows Server)                                  | Nu             | Nu              | Nu                             | Da                             | Da                  | Da                             |
| AppLocker                                                             | Nu             | Nu              | Nu                             | Nu                             | Da                  | Da                             |
| Bootare de pe VHD                                                     | Nu             | Nu              | Nu                             | Nu                             | Da                  | Da                             |
| Branche Cache                                                         | Nu             | Nu              | Nu                             | Nu                             | Da                  | Da                             |
| DirectAccess                                                          | Nu             | Nu              | Nu                             | Nu                             | Da                  | Da                             |
| Căutare federalizată (Scopuri de căutare de întreprinderi)            | Nu             | Nu              | Nu                             | Nu                             | Da                  | Da                             |
| Pachete de interfață utilizator multilingvă (MUI)                     | Nu             | Nu              | Nu                             | Nu                             | Da                  | Da                             |
| Imprimare receptivă la locație                                        | Nu             | Nu              | Nu                             | Da                             | Da                  | Da                             |
| Subsistem pentru aplicații bazate pe UNIX                             | Nu             | Nu              | Nu                             | Nu                             | Da                  | Da                             |
| Disponibilitate                                                       |                |                 |                                |                                |                     |                                |
| Individual (în cutie, cu PC noi)                                      | Nu             | Da              | Da                             | Da                             | Da                  | Da                             |

## Cerințele minime de sistem pentru rularea lui Windows 7
| Arhitectura                      | 32 bit                                                                               | 64 bit                                                                               |
| Procesor                         | Procesor pe 32 bit cu frecvența de 1 GHz                                             | Procesor pe 64 bit cu frecvența de 1 GHz                                             |
| Memorie de lucru                 | 1 GO (GB) de memorie RAM                                                             | 2 GO (GB) de memorie RAM                                                             |
| Accelerator grafic               | Procesor grafic compatibil cu DirectX 9 cu driver WDDM ver. 1.0 (pentru suport Aero) | Procesor grafic compatibil cu DirectX 9 cu driver WDDM ver. 1.0 (pentru suport Aero) |
| Spațiu disponibil pe un disc dur | 10 GO                                                                                | 16 GO                                                                                |
| Unități optice                   | Unitate optică DVD (Windows 7 se instalează doar de pe suport DVD/CD)                | Unitate optică DVD (Windows 7 se instalează doar de pe suport DVD/CD)                |

Cerințe adiționale pentru unele trăsături:
- BitLocker necesită USB flash drive pentru a utiliza BitLocker To Go.
- Windows XP Mode necesită adițional 1 GO de memorie RAM, și 15 GO din spațiul liber pe discul rigid și un procesor capabil de virtualizare cu Intel VT sau AMD-V activat.
- Windows Media Center (inclus cu Home Premium, Professional, Enterprise, Ultimate), necesită un TV-tuner pentru a recepționa și de a înregistra semnale TV.

### Windows 7 Upgrade Advisor
Windows 7 Upgrade Advisor este un program gratuit, produs de Microsoft, disponibil pe site-ul Microsoft, având ca scop testarea unui calculator pentru a vedea dacă îndeplinește cerințele hardware minime pentru upgrade-ul sistemului de operare la Windows 7. De asemenea, acest program inspectează calculatorul pentru a detecta dacă programele instalate sunt compatibile cu Windows 7, și furnizează într-un raport programele care nu sunt compatibile, iar pentru unele din aceste programe, alternative de înlocuire a acestora. Este compatibil cu sistemele de operare Windows XP și Windows Vista.